# 루카스 진
루카스 진(Lucas Zen)은 현재 볼란치로 활동하는 브라질의 축구 선수이다. 본명은 루카스 지 라세르다 리마 공사우베스(Lucas de Lacerda Lima Gonçalves)이다.